# Niszczyciel eskortowy
Niszczyciel eskortowy – klasa średniej wielkości okrętów eskortowych, budowanych w czasie II wojny światowej. Po wojnie w USA do 1975 klasyfikowano w ten sposób fregaty.
Niszczyciele eskortowe przeznaczone były przede wszystkim do ochrony konwojów przed atakami okrętów podwodnych i lotnictwa, w mniejszym stopniu okrętów nawodnych, a także do działań w składzie większych zespołów floty (m.in. grup poszukujących okrętów podwodnych). Były to okręty słabsze i mniejsze od zwykłych niszczycieli, lecz tańsze i prostsze w budowie. Oprócz okrętów specjalnej budowy, jako niszczyciele eskortowe określa się niekiedy przebudowane i przystosowane do służby eskortowej niszczyciele starszych typów. Klasa niszczycieli eskortowych szczególnie rozwijana była w Wielkiej Brytanii i USA, które to państwa miały największe potrzeby w dziedzinie osłony konwojów, w mniejszym stopniu w Japonii i Włoszech.

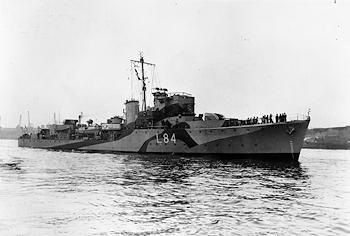
Brytyjski niszczyciel eskortowy HMS "Hursley" typu Hunt II

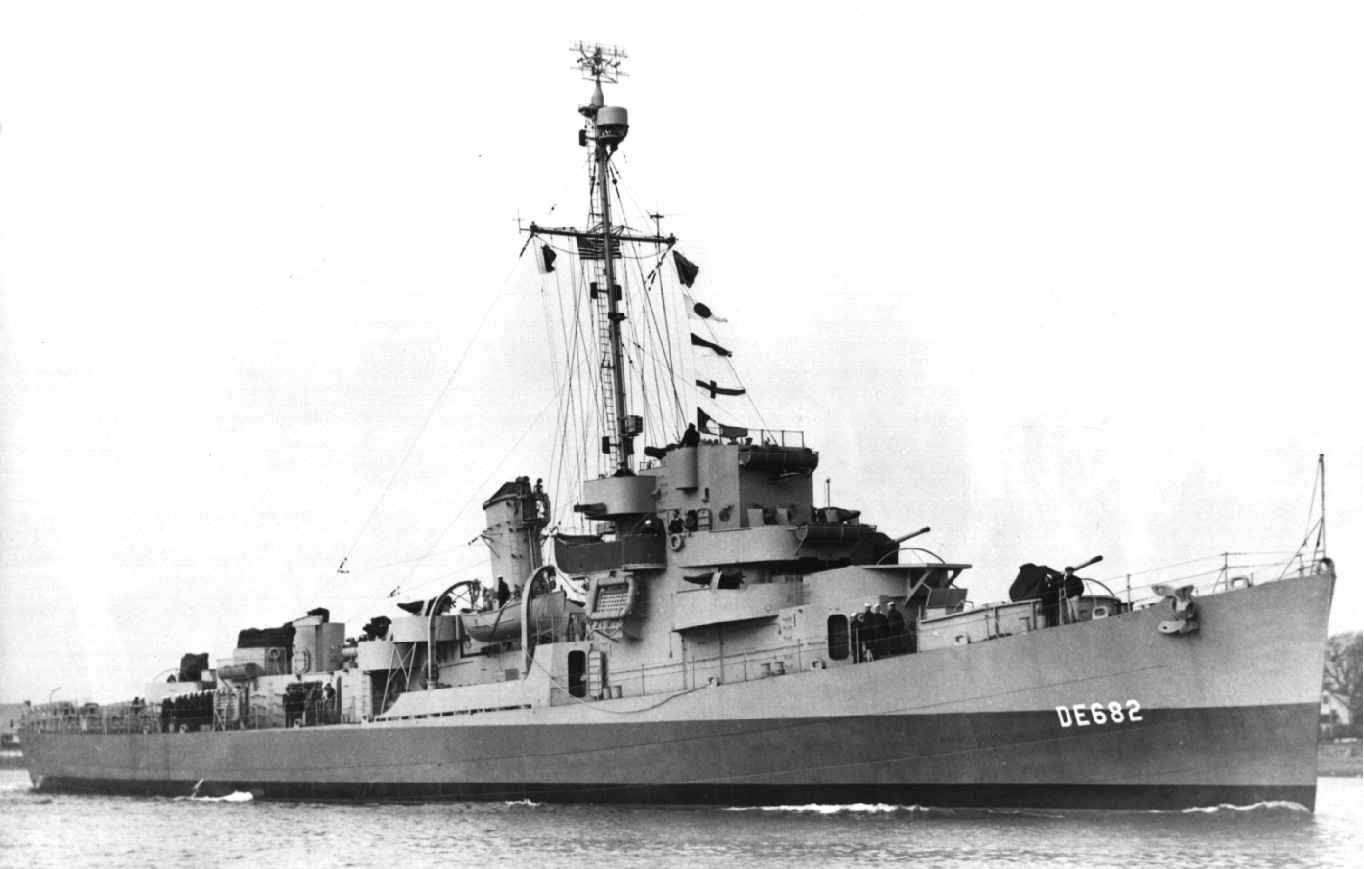
Amerykański niszczyciel eskortowy USS "Underhill" typu Buckley

## Niszczyciele eskortowe specjalnej budowy
Od początku II wojny światowej budowano na świecie nowe okręty, specjalnie zaprojektowane jako niszczyciele eskortowe. Jako pierwsze, skonstruowano jeszcze przed wojną brytyjskie okręty czterech serii typu Hunt, w których nacisk położono na stosunkowo silne uniwersalne uzbrojenie artyleryjskie, mniejszy na przeciwpodwodne. Ich projekt wywodził się z rozwinięcia konstrukcji slupów (eskortowców). Okręty te, oprócz eskortowania konwojów, miały wypełniać też niektóre zadania niszczycieli. Zbudowano ich 86. Oficjalnie zaliczane do klasy niszczycieli, określane były jako niszczyciele eskortowe (ang. destroyer escort).
Od 1942 długą serię zbliżonych do siebie niszczycieli eskortowych, optymalizowanych przede wszystkim do celów przeciwpodwodnych, budowano w USA (klasa DE - destroyer escort). Należały do typów, chronologicznie: Evarts, Buckley, Cannon, Edsall, Rudderow, John C. Butler - łącznie ukończono ich aż ponad 500 (w tym 154 najliczniejszego typu Buckley). Budowę niszczycieli eskortowych, typu Momi podjęto także w Japonii.
Wszystkie specjalnie budowane niszczyciele eskortowe miały wyporność standardową 1000 - 1400 ton. Ich uzbrojenie artyleryjskie składało się z kilku dział uniwersalnych (brytyjskie: 4-6 dział kalibru 102 mm, amerykańskie: 3 x 76 mm lub 2 x 127 mm, japońskie: 3 x 127 mm) oraz działek przeciwlotniczych. Okręty te miały ponadto wyrzutnie i miotacze bomb głębinowych, część typów miała też 2-4 wyrzutni torpedowych. Szybkość jednostek brytyjskich i japońskich, napędzanych turbinami parowymi wynosiła 25-27 węzłów, jedynie amerykańskie posiadały napęd turbinowy lub dieslowski i osiągały 19-24 w.
Tuż przed II wojną światową i podczas niej także Włosi zbudowali serię okrętów typów Orsa (Pegaso) i Ciclone o charakterystykach i przeznaczeniu odpowiadającym niszczycielom eskortowym i tak określanym przez część literatury. Bazowały na konstrukcji torpedowców i oficjalnie były klasyfikowane początkowo jako eskortowce (avviso scorta), następnie torpedowce, w końcu „torpedowce eskortowe” - torpediniera di scorta. Podobne okręty powstały także w ZSRR - typ Jastreb, klasyfikowany jako dozorowce (storożewoj korabl; pierwsza jednostka weszła do służby dopiero w 1945). Niektóre publikacje za niszczyciele eskortowe uważają niemieckie duże torpedowce typu 1939, o podobnych charakterystykach i zastosowaniu, lecz wyróżniające się silnym uzbrojeniem torpedowym (klasyfikowane były oficjalnie jako torpedowce floty).

## Przebudowane niszczyciele eskortowe

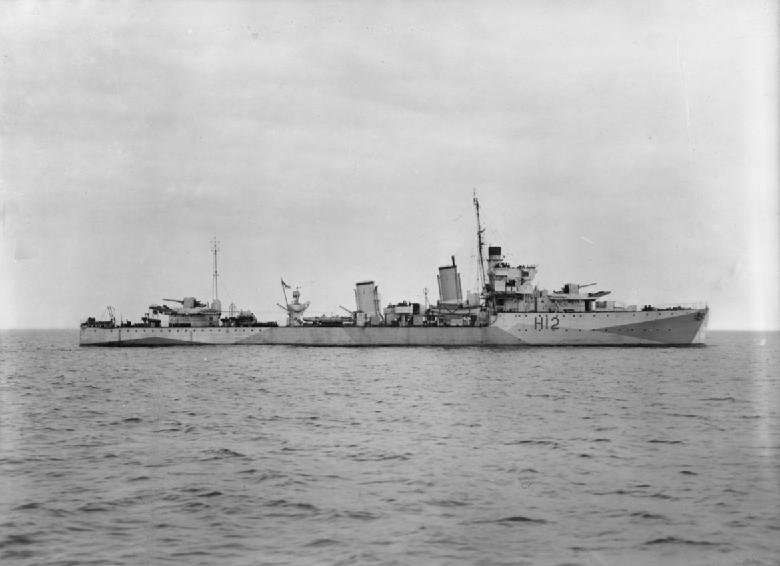
Brytyjski niszczyciel eskortowy HMS "Achates", przebudowany z niszczyciela starszego typu A (pozostawiono jedynie dwa działa z czterech)

Przebudowa do celów eskortowych dotyczyła mniejszych niszczycieli, o wyporności 1000-1400 ton, starszych typów, jak amerykańskie typy flush-deck (Wickes i Clemson) i angielskie typy V/W z I wojny światowej i A-I z I połowy lat 30. (np. ORP "Garland"). Okręty te miały zdejmowaną część dział artylerii głównej i wyrzutni torpedowych, w zamian instalowano więcej miotaczy i zrzutni bomb głębinowych lub wyrzutni rakietowych bomb głębinowych przeciw okrętom podwodnym oraz małokalibrowych działek przeciwlotniczych, czasem dział przeciwlotniczych średniego kalibru. Okręty te zachowały prędkość 30-35 węzłów, z wyjątkiem części jednostek, w których likwidowano część kotłowni dla zwiększenia zapasu paliwa i zasięgu (brytyjski program LRE - long range escort) i które osiągały ok. 25 węzłów. Przebudowane brytyjskie i amerykańskie okręty tego rodzaju używane były przede wszystkim przez marynarkę brytyjską. Okręty takie są tradycyjnie także określane jako niszczyciele eskortowe w polskiej literaturze, lecz oficjalnie nie były w taki sposób zaklasyfikowane. Również marynarka japońska używała pewnej liczby starszych lub zdobycznych niszczycieli analogicznie przebudowanych do celów eskortowych, z osłabionym uzbrojeniem i zdemontowaną częścią kotłowni, lecz klasyfikowanych jako okręty patrolowe (Shokai Tei).

## Stosunek do innych klas
Niszczyciele eskortowe specjalnej budowy były wyodrębnioną klasą okrętów eskortowych, odmienną od eskortowców. Były one bardziej uniwersalne i najczęściej szybsze od zbliżonych wielkością fregat, korwet i slupów (eskortowców). Typy brytyjskie i japońskie miały silniejsze uzbrojenie artyleryjskie od fregat i korwet (chociaż nie od slupów). Miały one natomiast z reguły słabsze uzbrojenie przeciwpodwodne od wyspecjalizowanych w tym zakresie fregat i korwet. Nieco inaczej zaprojektowane były amerykańskie niszczyciele eskortowe, mając silne uzbrojenie przeciwpodwodne przy prędkości zbliżonej lub niewiele większej od fregat i porównywalnym lub nawet słabszym we wczesnych typach uzbrojeniu artyleryjskim (należy dodać, że amerykańskie niszczyciele typu Evarts wręcz klasyfikowane były we flocie brytyjskiej jako fregaty typu Captain). Część niszczycieli eskortowych, w tym amerykańskie jednostki, wyróżniała się jednak spośród innych okrętów eskortowych posiadaniem uzbrojenia torpedowego, co zwiększało ich uniwersalność w zakresie możliwości zwalczania okrętów nawodnych.

## Zanik klasy

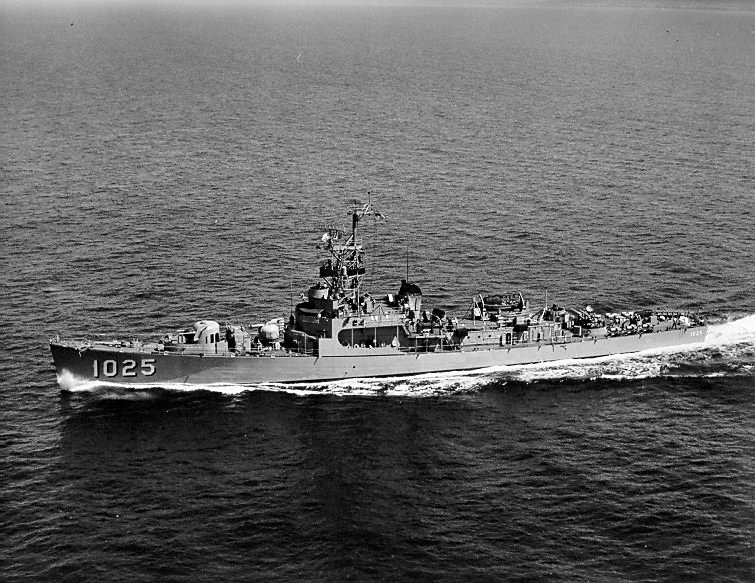
Powojenny niszczyciel eskortowy USS „Bauer” (DE-1025) typu Dealey

Po II wojnie światowej niszczyciele eskortowe zanikły jako wyodrębniona klasa okrętów, zastąpione przez nowe uniwersalne okręty eskortowe, klasyfikowane na ogół jako fregaty i korwety. Nazwa tej klasy dłużej przetrwała jedynie w Ameryce Północnej. W USA dotychczasowe niszczyciele eskortowe, jak również przebudowane niszczyciele z czasów wojny, przemianowano na eskortowce oceaniczne, jednak w dalszym ciągu określano je również jako niszczyciele eskortowe, co miało odbicie w zachowaniu sygnatury kadłuba DE (destroyer escort) lub DDE dla większych okrętów przebudowanych z niszczycieli. W latach 50. marynarka USA wcieliła jeszcze dwie krótkie serie nowych okrętów typów Dealey i Claud Jones (17 okrętów), klasyfikowanych nadal jako niszczyciele eskortowe (DE, destroyer escort), odpowiadających charakterystykami fregatom. Miały one wyporność poniżej 2000 ton i uzbrojenie z dział 76 mm i miotaczy rakietowych bomb głębinowych. W latach 60. pojawiły się nowe serie większych okrętów z sygnaturą DE, z uzbrojeniem rakietowym: Bronstein, Garcia, Brooke  i Knox, które w 1975 zostały oficjalnie przeklasyfikowane na fregaty (FF).
Również Kanada klasyfikowała w ten sposób swoje okręty eskortowe typów Algonquin, St. Laurent, Restigouche, Mackenzie, Annapolis wprowadzone w latach 50. i 60. i noszące znaki taktyczne z sygnaturą DDE (destroyer escort) – łącznie 22 okręty, odpowiadające konstrukcyjnie brytyjskim fregatom. Ich wyporność nie przekraczała 3000 ton, a pierwotne uzbrojenie ograniczało się na ogół do armat uniwersalnych kalibru 76 mm i miotaczy rakietowych bomb głębinowych.
Sygnaturę DE dla okrętów eskortowych stosuje także od lat 50. Japonia.
Same okręty przetrwały dłużej od swojej klasy – amerykańskie niszczyciele eskortowe z czasów II wojny światowej używane były jeszcze w latach 90. w marynarkach niektórych państw Azji i Ameryki Południowej (jak Tajwan).

## Polskie niszczyciele eskortowe
W Polskiej Marynarce Wojennej używano niszczycieli eskortowych:
- ORP Garland (po przebudowie)
- ORP Burza (po przebudowie w Wielkiej Brytanii)
- ORP Krakowiak, ORP Kujawiak, ORP Ślązak (typu "Hunt II)

## Przykładowe charakterystyki
| Typ                           | Państwo; wejście do służby | wyporność: standardowa; pełna [t] | wyporność: standardowa; pełna [t] | długość; szerokość [m] | długość; szerokość [m] | uzbrojenie (ilość i kaliber dział)                    | prędkość [węzeł] |
| ----------------------------- | -------------------------- | --------------------------------- | --------------------------------- | ---------------------- | ---------------------- | ----------------------------------------------------- | ---------------- |
| typ Hunt II                   | Wlk. Bryt.; 1940           | 1050                              | 1490                              | 85                     | 9,6                    | 6x102 mm, 4x40 mm, 2x20 mm, 4 mbg, bg                 | 27               |
| typ Hunt III                  | Wlk. Bryt.; 1941           | 1050                              | 1490                              | 85                     | 9,6                    | 4x102 mm, 4x40 mm, 2x20 mm, 2 wt, 4 mbg, bg           | 27               |
| typ Evarts                    | USA; 1943                  | 1140                              | 1430                              | 86,8                   | 10,5                   | 3x76 mm, 4x28 mm, 9x20 mm, 8 mbg, mbg Jeż, bg         | 19,5             |
| typ Buckley                   | USA; 1943                  | 1400                              | 1740                              | 91,8                   | 11                     | 3x76 mm, 4x28 mm, 6x20 mm, 3 wt, 8 mbg, mbg Jeż, bg   | 23               |
| typ Edsall                    | USA; 1943                  | 1200                              | 1590                              | 91,8                   | 11                     | 3x76 mm, 2x40 mm, 8x20 mm, 3 wt, 8 mbg, mbg Jeż, bg   | 21               |
| typ Rudderow                  | USA; 1944                  | 1450                              | 1810                              | 91,8                   | 11                     | 2x127 mm, 4x40 mm, 12x20 mm, 3 wt, 8 mbg, mbg Jeż, bg | 24               |
| typ Matsu                     | Japonia; 1944              | 1262                              | 1650                              | 100                    | 9,4                    | 3x127 mm, 24x25 mm, 4 wt, 4 mbg, 36 bg                | 27,8             |
| Zbliżone okręty innych państw |                            |                                   |                                   |                        |                        |                                                       |                  |
| typ Orsa                      | Włochy; 1938               | 1000                              | 1575                              | 89                     | 9,7                    | 2x100 mm, 8 wkm, 4 wt 450 mm, 6 mbg, bg               | 28               |
| typ Jastreb                   | ZSRR; 1945                 | 920                               | 1073                              | 85,7                   | 8,4                    | 3x100 mm, 4x37 mm, 4 wkm, 3 wt 450 mm, 20 bg          | 33,5             |
| typ 1939                      | Niemcy; 1942               | 1294                              | 1754                              | 102,5                  | 10                     | 4x105 mm, 4x37 mm, 6x20 mm, 6 wt 533 mm, 4 mbg, 18 bg | 33               |

| Nazwa / typ | Państwo         | wyporność standardowa [t] | długość; szerokość [m] | długość; szerokość [m] | uzbrojenie                                                           | prędkość [węzeł] | uwagi                                                         |
| ----------- | --------------- | ------------------------- | ---------------------- | ---------------------- | -------------------------------------------------------------------- | ---------------- | ------------------------------------------------------------- |
| ORP Garland | Wlk. Brytania   | 1335                      | 98                     | 10,1                   | 3x120 mm, 1x76 mm, 8 wkm, 4 wt, 4 mbg, 70 bg (1941)                  | 35               | przebudowany niszczyciel typu G                               |
| Typ Towns   | USA / Wlk. Bryt | 1190                      | 96                     | 9,7                    | 1x102 mm, 1x76 mm, 4 x 20 mm, 3 wt, 2 wbg, 4 mbg, mbg Jeż, bg (1942) | 30               | przebudowany niszczyciel typu Flush-deck                      |
| Typ V/W     | Wlk. Bryt       | 1100                      | 95                     | 9                      | 2x102 mm, 1x76 mm, 2x40 mm, 2x20, 2 wbg, 4 mbg, mbg Jeż, bg (1942)   | 34               | przebudowany niszczyciel typu V/W (różne warianty uzbrojenia) |